# Световни дни на ООН

## Световни и международни дни на ООН
| - 1 януари - Ден на глобалното семейство (празнува се от 1 януари 2000 г., резолюцията на ООН е приета през 2001 г.) - 27 януари - Международен възпоменателен ден на Холокоста (въведен е в Германия през 1996 г., ООН приема резолюция през 2005 г.) | - 2 февруари - Световен ден на влажните зони (по повод на Конвенцията от същата дата през 1971 г.; за първи път се отбелязва през 1997 г.) - 4 февруари - Световен ден за борба с рака (отбелязва се от 2000 г.) - 21 февруари - Международен ден на майчиния език (прокламиран от ЮНЕСКО през 1999 г.) |
| - 8 март - Международен ден на жената (за първи път е честван на 28 февруари 1909 г. в САЩ) - 21 март - Международен ден срещу расовата дискриминация (по повод на полицейската стрелба срещу протестиращи жени в Южна Африка, обявен за международен ден от ООН през 1966 г.) - 22 март - Световен ден на водите (обявен е през 1992 г.) - 23 март - Световен ден на метеорологията - 24 март - Световен ден за борба с туберкулозата (обявен от СЗО през 1996 г.) | - 4 април - Световен ден в защита на пострадалите от мини - 7 април - Световен ден на здравето (обявен от СЗО през 1948 г., отбелязва се от 1950 г.) - 23 април - Световен ден на книгата и авторското право (за първи път се празнува по идея на ЮНЕСКО през 1995 г.) - 26 април - Световен ден на авторското право (отбелязва се от 2001 г.) |
| - 3 май - Световен ден на свободата на словото (приет с резолюция на ООН през 1993 г.) - 15 май - Международен ден на семейството - 17 май - Международен ден за борба с хомофобията - 17 май - Международен ден на телекомуникациите - 21 май - Международен ден на културното разнообразие, диалог и развитие - 22 май - Международен ден на биологичното разнообразие - 29 май - Международен ден на омиротворителите от ООН - 31 май - Световен ден без тютюнопушене (въведен от СЗО през 1997 г.) | - 1 юни - Международен ден на децата - 4 юни - Световен ден в защита на децата, жертви на агресия - 5 юни - Световен ден на природата (обявен с резолюция на ООН през 1972 г.) - 14 юни - Световен ден на кръводаряването - 17 юни - Световен ден срещу опустиняването и сушата - 20 юни - Световен ден на бежанците (приет с резолюция на ООН през 2000 г., отбелязва се от 2001 г.) - 21 юни – Международен ден на скейтбордиста - 26 юни - Международен ден против употребата и търговията с наркотици (приет с резолюция на ООН през 1987 г.) - 26 юни - Международен ден в подкрепа на жертвите на изтезания (приет с резолюция на ООН през 1987 г.) |
| - първата събота на юли - Международен ден на кооперациите - 1 юли - Световен ден на народонаселението (приет с резолюция през 1989 г. по повод раждането на 5-милиардния жител на планетата през 1987 г.) | - 12 август - Международен ден на младежта |
| - 8 септември - Международен ден на грамотността (приет с резолюция през 1965 г.) - 16 септември - Международен ден за защита на озоновия слой (приет с резолюция на ООН през 1994 г.) - 21 септември - Международен ден на мира(приет с резолюция на ООН през 1981 г.) | - 1 октомври - Международен ден на възрастните хора - 2 октомври - Международен ден без насилие (приет с резолюция на ООН през 2007 г.) - 5 октомври - Световен ден на учителя (празнува се по инициатива на ЮНЕСКО от 1994 г.) - 10 октомври - Световен ден за психично здраве (отбелязва се от 1992 г.) - 16 октомври - Световен ден на храните (приет с резолюция на ООН през 1979 г., отбелязва се от 1981 г.) - 17 октомври - Международен ден за борба с бедността (приет с резолюция на ООН през 1992 г., отгбелязва се от 1993 г.) - 24 октомври - Ден на Обединените нации (обявен през 1948 г., отбелязва се от 1949 г.) - 24 октомври - Световен ден за развитие на информатиката |
| - 6 ноември - Международен ден за защита на природата по време на войни и военни конфликти - 16 ноември - Международен ден на толерантността (предложен от ЮНЕСКО през 1995 г., приет с резолюция на ООН през 1997 г.) - 20 ноември - Световен ден на децата (приет с резолюция през 1954 г.) - 21 ноември - Световен ден на телевизията (приет с резолюция на ООН през 1996 г.) - 25 ноември - Международен ден за елиминиране на насилието срещу жените (приет с резолюция на ООН през 1999 г.) - 29 ноември - Международен ден на солидарност с народа на Палестина (приеман и потвърждаван с резолюции на ООН през 1977, 1979 и 2001 г.) | - 1 декември - Световнен ден на болните от СПИН (започва да се отбелязва със здравни инициативи през 1988 г., от 2004 г. е световен ден) - 2 декември - Международен ден за борба с робството - 3 декември - Международен ден на хората с увреждания (приет с резолюция на ООН през 1992 г.) - 5 декември - Международен ден на доброволците за икономическо и социално развитие - 7 декември - Международен ден на гражданската авиация (прокламиран е за отбелязване през 1992 г., първото честване става през 1994 г.) - 9 декември - Международен ден срещу корупцията - 10 декември - Световен ден за човешки права (приет е с резолюция на ООН през 1948 г., за първи път се отбелязва през 1950 г.) - 18 декември - Международен ден на мигрантите - 20 декември - Международен ден за човешка солидарност |

## Целеви дългосрочни инициативи на ООН

### Целеви години на ООН
- 1949/1950 г. - Световна година на бежанците

- 1961 г. - Международна година на здравето и медицински изследвания
- 1965 г. – Международна година на сътрудничеството
- 1967 г. - Международна година на туризма
- 1968 г. - Международна година на човешките права

- 1970 г. - Международна година на образованието
- 1971 г. - Международна година за действие срещу расизма и расовата дискриминация
- 1974 г. - Световна година на народонаселението (човечеството)
- 1975 г. - Международна година на жените
- 1978/1979 г. - Международна година срещу апартейда

- 1981 г. - Международна година на инвалидите
- 1982 г. - Международна година за санкции срещу ЮАР
- 1983 г. - Световна година на комуникациите
- 1984 г. - Година на ООН
- 1985 г. - Международна година на младежта
- 1986 г. - Международна година на мира
- 1987 г. – Международна година за подслон на бездомните

- 1990 г. - Международна година на грамотността
- 1992 г. - Международна година на Космоса
- 1993 г. - Международна година на коренното население
- 1994 г.
  - Международна година на спорта и олимпийските идеали
  - Международна година на семейството
- 1995 г.
  - Международна година в памет на жертвите от Втората световна война
  - Международна година на толерантността
- 1996 г. - Международна година за борба с бедността
- 1998 г. - Международна година на океана
- 1999 г. – Международна година на възрастните хора

- 2000 г.
  - Международна година на благодарността
  - Международна година на отношенията по време на мир
- 2001 г.
  - Международна година за моболизиране срещу расизма, расовата дискриминация, ксенофобията и нетолентността
  - Международна година на доброволците
- 2002 г.
  - Международна година на екотуризма
  - Международна година на планините
  - Година на ООН за културното наследство
- 2003 г.
  - Международна година на прясната вода
  - Европейска година на инвалидите
- 2004 г.
  - Международна година в памет на жертвите на робството
  - Международна година на ориза
- 2005 г.
  - Международна година на микрокредита
  - Световна година на физиката
- 2006 г. - Международна година на пустините и опустиняването
- 2007/2008 г.
  - Година на делфина
  - Година на планетата Земя
- 2008 г.
  - Международна година на езиците
  - Международна година на картофите
  - Международна година на санитарията